# June Mathis
June Mathis, född 30 januari 1887 i Leadville i Colorado, död 26 juli 1927 i New York, var en amerikansk manusförfattare. Hon var den första kvinna som fungerat som VD för Metro/MGM och var 1922 den högst betalade VD:n i Hollywood. År 1926 beskrevs hon som den tredje mäktigaste kvinnan i Hollywood efter Mary Pickford och Norma Talmadge. Mathis är främst ihågkommen för att ha upptäckt Rudolph Valentino och för sina filmer, så som De fyra ryttarna (1921), och Blod och sand (1922).
Mathis dog 40 år gammal av en hjärtattack.

## Filmografi i urval
- 1918 – Det tysta vittnet
- 1920 – Äventyrerskan från Paris, manus
- 1920 – Busters börskupp, manus
- 1921 – De fyra ryttarna, manus
- 1921 – Blod och sand, manus
- 1924 – Inför högre rätt, klippning
- 1924 – Den giriga, manus
- 1925 – Ben-Hur, manus och adaption
- 1925 – Vi moderna
- 1926 – Flickan från Montmartre, klippning